# Chumma inquieta
Chumma inquieta är en spindelart som beskrevs av Rudy Jocqué 200. Chumma inquieta ingår i släktet Chumma och familjen Chummidae. Inga underarter finns listade i Catalogue of Life.